# 2023 CX1
2023 CX1 war der siebte Asteroid, der vor dem Eintritt in die Erdatmosphäre entdeckt werden konnte.
Krisztián Sárneczky entdeckte 2023 CX1 am 12. Februar 2023 um 20:18 Uhr (UT) am Piszkéstető-Observatorium. Der Asteroid befand sich zum Zeitpunkt seiner Entdeckung im Sternbild Luchs und besaß eine scheinbare Helligkeit von 19,4 mag. Das sich schnell bewegende Objekt wurde kurz nach der Entdeckung von mehreren Observatorien beobachtet. Aufgrund der Flugbahn wurde für den 13. Februar 2023 um circa 2:59 Uhr (UT) ein Eintritt in die Erdatmosphäre über dem Ärmelkanal vorhergesagt.

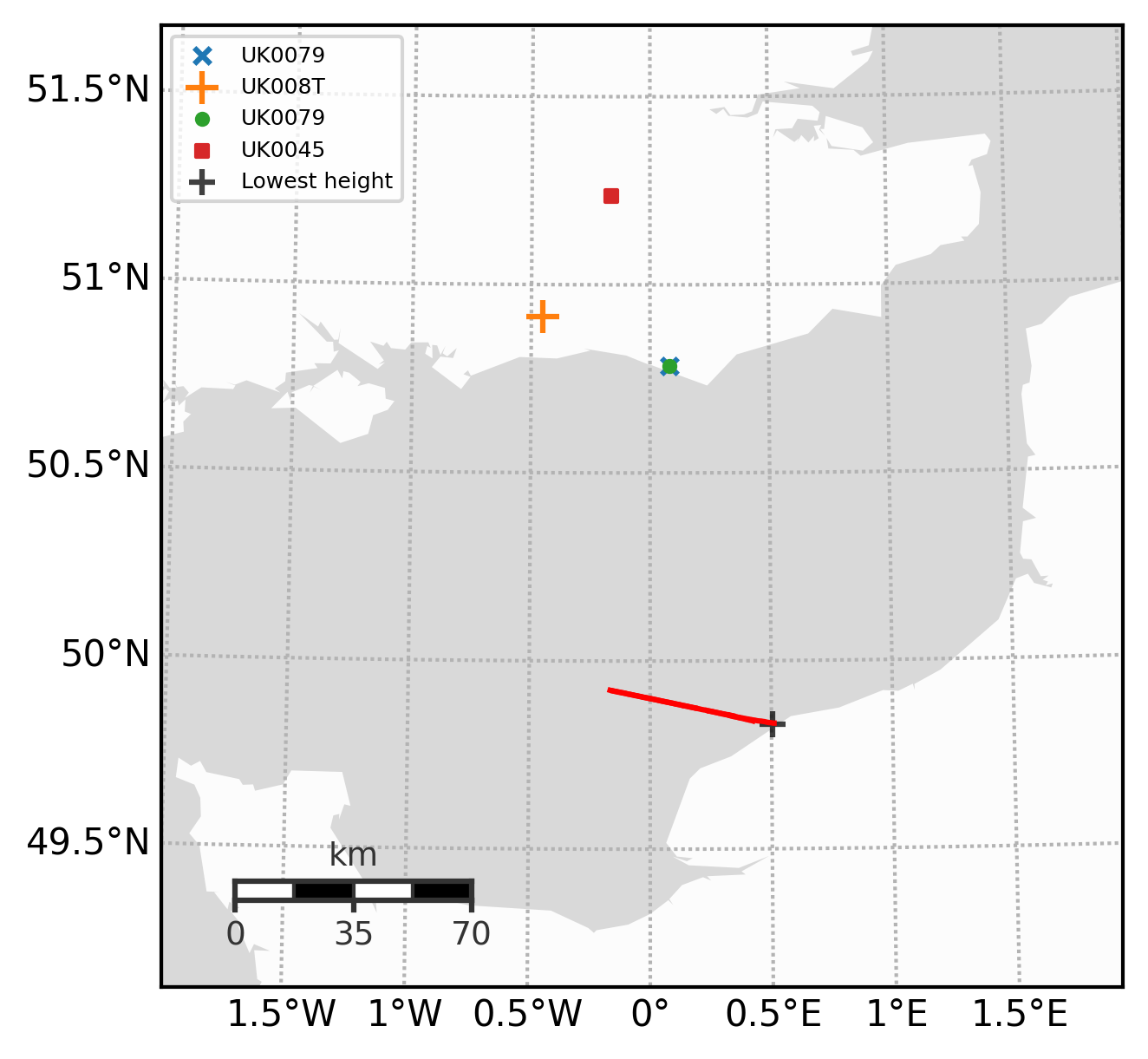
Flugbahn von 2023 CX_{1} über dem Ärmelkanal

Um 2:59:21 Uhr (UT) erleuchtete der Meteor am vorausgesagten Ort und konnte aufgrund der guten Wetterbedingungen von Beobachtern aus Großbritannien, Frankreich, den Beneluxstaaten sowie dem deutschen Bundesland Nordrhein-Westfalen gesichtet werden. Viele Beobachter gaben an, dass der Endblitz etwa die Helligkeit des Vollmondes besaß. 2023 CX1 drang mit einer Geschwindigkeit von 14 Kilometer pro Sekunde in die Atmosphäre ein, leuchtete in einer Höhe von 89 Kilometern auf, erreichte seine größte Helligkeit in einer Höhe von 27,3 Kilometern und verschwand in einer Höhe von 20 Kilometern.

## Meteoritenfall
Aufgrund der Beobachtungen wurde vermutet, dass mindestens ein Meteorit im Umfeld der französischen Gemeinden Houdetot und Angiens niedergegangen sei. Zwei Tage nach dem Atmosphäreneintritt wurde ein Bruchstück von 2023 CX1 mit einer Masse von 94 Gramm auf einem Feld gefunden. Nach dem ersten Meteoriten, wurden in den darauffolgenden Tagen weitere Fragmente gefunden. Das größte davon wog 175,2 Gramm. Insgesamt konnten ein Dutzend Stücke mit einer Gesamtmasse von etwa 1,2 Kilogramm geborgen werden.
Der Meteorit bekam den Namen Saint-Pierre-le-Viger und wurde aufgrund seiner Zusammensetzung als gewöhnlicher Chondrit des Typs L5-6 klassifiziert.
Der Meteorit wird seit dem 1. Juni 2023 im Pariser Muséum national d’histoire naturelle im Rahmen der Ausstellung „Trésors de la Terre“ präsentiert.